# Angst (groupe)
Pour les articles homonymes, voir Angst.
Angst est un groupe américain de punk rock, originaire de San Francisco, Los Angeles, actif dans les années 1980.

## Histoire
Le premier album du groupe, Lite Life, sort en 1985, et Trouser Press le qualifie de « preuve de la capacité d'Angst à transformer des idées politiquement informées en chansons matures et pleines d'esprit ». Après la sortie de Lite Life, Angst commence à jouer en dehors de la Californie, et entame sa première tournée nationale. Au cours des quatre années suivantes, ils effectuent plusieurs tournées en Amérique et en Europe, tout en continuant à jouer régulièrement dans la baie de San Francisco et à Los Angeles, bien qu'ils n'aient jamais été en mesure d'acquérir une certaine popularité dans leur propre ville. Le dernier album du groupe, Cry for Happy, paraît en 1988. Début 1989, le groupe est à bout de souffle, et se sépare après sa dernière tournée européenne.
Plus tard, Black Francis/Frank Black des Pixies citera Angst comme une influence majeure sur son travail. Il reprend Some Things (I Can't Get Used to) sur son album Snake Oil, et écrit un morceau en hommage au groupe, intitulée simplement Angst, qui figure sur l'édition britannique de « Robert Onion » ainsi que sur la collection de faces B et d'inédits One More Road for the Hit. Interrogé par le magazine Rolling Stone sur le groupe qu'il aimerait voir se reformer, il déclare : « Angst. Je suis sûr qu'il y a d'autres groupes qui s'appellent Angst, mais celui-ci est un groupe obscur de la SST du milieu des années quatre-vingt. Ils jouaient au Rathskeller à Boston, c'est là que je les ai entendus pour la première fois. J'ai ensuite acheté tous leurs disques. C'était un trio de San Francisco, très énergique mais pas punk, qui a beaucoup influencé les Pixies.  Lite Life est leur meilleur album -- j'ai eu de la chance de le trouver ! ».

## Discographie

### Albums studio
- 1986 : Angst (single ; Happy Squid Records 1983, réédité chez SST Records en 1986)
- 1986 : Lite Life (SST)
- 1986 : Mending Wall (SST)
- 1987 : Mystery Spot (SST)
- 1988 : Cry for Happy (SST)

### Apparitions sur compilations
- 1982 : Give All the Power to the U.S.
- 1982 : Worker Bee
- 1985 : Judge and Jury
- 1985 : Just Me
- 1991 : Colors